# Маунтин Ајрон (Минесота)
Маунтин Ајрон (енгл. Mountain Iron) град је у америчкој савезној држави Минесота.

## Демографија
По попису из 2010. године број становника је 2.869, што је 130 (-4,3%) становника мање него 2000. године.
| Група             | 2000.         | 2010.         |
| Белци             | 2.941 (98,1%) | 2.767 (96,4%) |
| Афроамериканци    | 0 (0,0%)      | 8 (0,3%)      |
| Азијати           | 7 (0,2%)      | 7 (0,2%)      |
| Хиспаноамериканци | 12 (0,4%)     | 16 (0,6%)     |
| Укупно            | 2.999         | 2.869         |